# Море Дирака
Море Дира́ка — умозрительная модель вакуума, объясняющая (или предсказывающая) существование античастиц у фермионов.
Разработана Полем Дираком для случая электрона после открытия уравнения Дирака.

## Проблема отрицательных энергий

Море Дирака для массивной частицы.
• частицы,
• античастицы

Уравнение Дирака предсказывает существование отрицательных уровней энергии для электронов. Буквальное толкование данного парадокса означало бы возможность электронов проваливаться на отрицательные уровни, высвобождая «несуществующую» энергию, что противоречит опыту.
Поскольку электроны являются фермионами и, следовательно, для них справедлив принцип Паули (в одном состоянии не может одновременно находиться более одного электрона), Дирак предположил, что все отрицательные уровни заполнены морем ненаблюдаемых электронов.
Однако при приложении внешней энергии возможен переход электрона с отрицательного уровня на положительный.
На освободившемся месте останется незанятое (пустое) состояние — дырка.
Оно будет выглядеть как частица, имеющая массу электрона и заряд, противоположный заряду электрона. Это — антиэлектрон (позитрон).
Электрон с положительной энергией станет обычным наблюдаемым электроном.
Возможен обратный процесс: аннигиляция. Электрон с положительной энергией, взаимодействуя с антиэлектроном, попадает в пустое состояние, заполняя его (то есть уничтожая антиэлектрон) и пропадает сам.
Выделяется только энергия.

## Критика
Модель моря Дирака не работает для бозонов, а многие из них (хотя не все) тоже обладают античастицами.
В приведённой формулировке модель выглядит несимметрично, чему не видно обоснования, так как электрон и его античастица, казалось бы, равноправны.
Этот недостаток можно устранить теоретическим допущением, что «занятые» и «свободные» состояния тоже равноправны (см. преобразование Боголюбова).
Модель имеет математические изъяны, вызванные рассмотрением бесконечного числа отрицательных состояний, все (или почти все) из которых заняты.
Исходя из соображений физики, также неясно, почему электрический заряд вакуума (якобы набитого электронами) должен непременно быть нулевым.
Попытки избавиться от этих парадоксов также выводят на некоторые идеи квантовой теории поля, разработанной уже после изобретения «моря» и экспериментального подтверждения существования античастиц.
В современной физике теория «моря Дирака» не воспринимается буквально. Дальнейшим развитием этой идеи можно считать океан Хиггса.

## В культуре
Роман Еремея Парнова и Михаила Емцева «Море Дирака» (1967). Рассказ Джеффри Лэндиса «Рябь на море Дирака» (1988).
Море Дирака фигурирует в аниме-сериале «Евангелион».
В визуальных новеллах Chaos;Head и Chaos;Child море Дирака играет важную роль в научно-фантастической составляющей истории. Гигаломаньяки, люди с особыми способностями, могут вмешиваться в море Дирака, тем самым они могут видеть иллюзии друг друга, а также превращать их в реальность посредством «реальной загрузки».